# Christnacht
Christnacht ist der Name eines Gottesdienstes, der in der evangelischen Kirche am späten Abend des 24. Dezember gefeiert wird. Nach den großen Heiligabendgottesdiensten für Kinder und Familien (siehe: Christvesper) ist dies ein eher meditiativer Gottesdienst zum Ausklang des Tages, oft mit besonderer kirchenmusikalischer Gestaltung. Er hat folgende Texte: 
- Psalm: Ps 96,1–3 LUT und Ps 96,7–13 LUT
- Lesung aus dem Alten Testament: Sach 2,14–17 LUT
- Epistel: 1 Tim 3,16 LUT
- Evangelium: Lk 2,1–20 LUT

Die Feier der Christnacht entspricht der katholischen Christmette, hat aber keine hervorgehobene Stellung gegenüber der Christvesper und dem Gottesdienst am Morgen des 25. Dezember (Christfest I).